# Eleição municipal de São Paulo em 1992
As eleições municipais de São Paulo no ano de 1992 foram realizadas no dia 3 de outubro. Neste pleito, estavam em disputa os cargos executivos de prefeito e vice-prefeito da cidade e outras 55 vagas legislativas para a Câmara Municipal de vereadores paulistana.
Pela primeira vez, estava prevista a possibilidade da disputa para prefeitura da capital paulista ser decidida em dois turnos, desde que um candidato não conseguisse mais de 50% dos votos válidos no primeiro turno. Se nenhum dos candidatos obtivesse mais da metade dos votos válidos, um segundo turno seria realizado em 15 de novembro.
Favorito nas pesquisas, o candidato Paulo Maluf, do PDS, teve uma votação expressiva no primeiro turno, obtendo pouco mais de 2 milhões de votos (48,85% do total de votos válidos), mas insuficiente para evitar um segundo turno com o segundo melhor votado, o então senador Eduardo Suplicy, do PT, que assegurou cerca de 1,28 milhões de votos (30,68% dos votos válidos).

Resultados eleitorais por zona no 1º Turno
Paulo Maluf
40–49%
50–59%

Em um novo escrutínio no dia 15 de novembro, Maluf sagrou-se vitorioso na votação final, com 2,8 milhões de votos (58,08% dos votos válidos). Pela segunda vez, ele governaria a maior cidade brasileira - antes, ele havia sido o prefeito paulistano, em plena Ditadura militar brasileira, entre 1969 e 1971. Os candidatos seriam empossados em 1º de janeiro de 1993 para um mandato de quatro anos.

## Candidatos
| Nº | Prefeito(a)  | Prefeito(a)                                 | Prefeito(a) | Prefeito(a) | Vice-prefeito(a) | Vice-prefeito(a) | Vice-prefeito(a)                                      | Vice-prefeito(a) | Vice-prefeito(a)                                                                                      | Coligação Partido(s)                                    |
| Nº | Candidato(a) | Candidato(a)                                | Partido     | Cargos relevantes | Candidato(a)     | Candidato(a)     | Candidato(a)                                          | Partido          | Cargos relevantes                                                                                     | Coligação Partido(s)                                    |
| -- | ------------ | ------------------------------------------- | ----------- | --- | ---------------- | ---------------- | ----------------------------------------------------- | ---------------- | --- | ------------------------------------------------------- |
| 11 |              | Paulo Maluf Paulo Salim Maluf               | PDS         | - Governador de São Paulo (1979-1982) - Prefeito de São Paulo (1969-1971)                                                          |                  |                  | Sólon Borges dos Reis                                 | PTB              | - Deputado Estadual por São Paulo (1959-1979) - Deputado Federal por São Paulo (1985-1986; 1987-1992) | Boa Sorte São Paulo (PDS, PTB, PL)                      |
| 13 |              | Eduardo Suplicy Eduardo Matarazzo Suplicy   | PT          | - Deputado Estadual por São Paulo (1979-1983) - Senador por São Paulo (1991-1992) - Deputado Federal por São Paulo (1983-1987)     |                  |                  | Gumercindo Milhomem Gumercindo de Sousa Milhomem Neto | PT               | - Deputado Estadual por São Paulo (1987-1991)                                                         | Partidos do Povo (PT, PSB, PCdoB, PC)                   |
| 15 |              | Aloysio Nunes Aloysio Nunes Ferreira Filho  | PMDB        | - Vice-governador de São Paulo (1991-1992) - Deputado Estadual por São Paulo (1983-1991)                                           |                  |                  | Airton Soares Airton Estevens Soares                  | PDT              | - Deputado Federal por São Paulo (1975-1987)                                                          | São Paulo Melhor (PMDB, PDT, PSD, PPS, PTdoB, PRP, PTR) |
| 17 |              | José Maria Eymael                           | PDC         | - Deputado Federal por São Paulo (1987-1992)                                                                                       |                  |                  | José de Oliveira José de Oliveira Rocha               | PDC              | | Partido Isolado                                         |
| 25 |              | Sílvio Santos Senor Abravanel               | PFL         | - Proprietário do Grupo Silvio Santos - Proprietário do SBT - Apresentador do Topa Tudo por Dinheiro, dominical veiculado pelo SBT |                  |                  | Arnaldo Faria de Sá                                   | PFL              | - Deputado Federal por São Paulo (1987-1992)                                                          | Partido Isolado                                         |
| 36 |              | Valmor Bolan                                | PRN         | |                  |                  | Sérgio Bueno                                          | PSC              | | Viva São Paulo (PRN, PSC, PCN, PPN)                     |
| 45 |              | Fábio Feldmann Fábio José Feldmann          | PSDB        | - Deputado Federal por São Paulo (1987-1992)                                                                                       |                  |                  | Walter Feldman                                        | PSDB             | | Tudo por São Paulo (PSDB, PV)                           |
| 52 |              | Marcilio Duarte Marcílio Duarte Lima        | PST         | |                  |                  | José Fernando Rocha                                   | PTC              | | Coligação Trabalhista Social (PST, PTC)                 |
| 78 |              | Antônio Belini Antônio Carlos Belini Amorim | PCDN        | |                  |                  | Celso Skrabe Celso Miguel Skrabe                      | PCDN             | | Partido Isolado                                         |
| 83 |              | José Vieira                                 | PMR         | |                  |                  | José Santiago José Cunha Santiago                     | PMR              | | Partido Isolado                                         |

### Desistências
| Nº | Prefeito(a)  | Prefeito(a)         | Prefeito(a) | Prefeito(a)                                  | Vice-prefeito(a) | Vice-prefeito(a) | Vice-prefeito(a)  | Motivos |
| Nº | Candidato(a) | Candidato(a)        | Partido     | Cargos relevantes                            | Candidato(a)     | Partido          | Cargos relevantes | Motivos |
| -- | ------------ | ------------------- | ----------- | -------------------------------------------- | ---------------- | ---------------- | ----------------- | --- |
| 25 |              | Arnaldo Faria de Sá | PFL         | - Deputado Federal por São Paulo (1987-1992) |                  |                  |                   | Desistiu da candidatura para apoiar o apresentador e correligionário Sílvio Santos, que teve a candidatura impugnada pelo TRE-SP. |

## Debates

### 1.º Turno
| Data                  | Organizador(es) | Mediador (es)  | Maluf (PDS) | Suplicy (PT) | Feldmann (PSDB) | Bolan (PRN) | Nunes (PMDB) | Eymael (PDC) | Ref.  |
| --------------------- | --------------- | -------------- | ----------- | ------------ | --------------- | ----------- | ------------ | ------------ | ----- |
| 19 de outubro de 1992 | TV Globo        | Joelmir Beting | Presente    | Presente     | Presente        | Presente    | Presente     | Presente     | [ 2 ] |

### 2.º Turno
| Data                  | Organizador(es)       | Mediador (es)    | Maluf (PDS) | Suplicy (PT) | Ref.  |
| --------------------- | --------------------- | ---------------- | ----------- | ------------ | ----- |
| 19 de outubro de 1992 | TV Cultura, Roda Viva | Jorge Escosteguy | Presente    | Presente     | [ 3 ] |

## Pesquisas eleitorais

### 1.º Turno
| Instituto              | Ref.          | Fonte: Em quem você pretende votar para prefeito de São Paulo nas eleições de amanhã? | Fonte: Em quem você pretende votar para prefeito de São Paulo nas eleições de amanhã? | Fonte: Em quem você pretende votar para prefeito de São Paulo nas eleições de amanhã? | Fonte: Em quem você pretende votar para prefeito de São Paulo nas eleições de amanhã? | Fonte: Em quem você pretende votar para prefeito de São Paulo nas eleições de amanhã? | Fonte: Em quem você pretende votar para prefeito de São Paulo nas eleições de amanhã? | Fonte: Em quem você pretende votar para prefeito de São Paulo nas eleições de amanhã? | Fonte: Em quem você pretende votar para prefeito de São Paulo nas eleições de amanhã? | Fonte: Em quem você pretende votar para prefeito de São Paulo nas eleições de amanhã? |     |     |    |    |  |  |     |
| Instituto              | Ref.          | Data(s) conduzidas                                                                    | Amostragem                                                                            | Maluf (PDS)                                                                           | Suplicy (PT)                                                                          | Nunes (PMDB)                                                                          | Feldmann (PSDB)                                                                       | Abst.                                                                                 | Não Sabe                                                                              | Vantagem                                                                              |     |     |    |    |  |  |     |
| ---------------------- | ------------- | ------------------------------------------------------------------------------------- | ------------------------------------------------------------------------------------- | ------------------------------------------------------------------------------------- | ------------------------------------------------------------------------------------- | ------------------------------------------------------------------------------------- | ------------------------------------------------------------------------------------- | ------------------------------------------------------------------------------------- | ------------------------------------------------------------------------------------- | ------------------------------------------------------------------------------------- | --- | --- | -- | -- |  |  | --- |
| Instituto              | Ref.          | Data(s) conduzidas                                                                    | Amostragem                                                                            | Datafolha                                                                             | [ 4 ]                                                                                 | 19 de maio de 1992                                                                    | Não Apresenta                                                                         | Abst.                                                                                 | Não Sabe                                                                              | Vantagem                                                                              | 43% | 26% | 2% | 0% |  |  | 17% |
| 24 de junho de 1992    | Não Apresenta | 45%                                                                                   | 25%                                                                                   | Datafolha                                                                             | [ 4 ]                                                                                 | 3%                                                                                    | 3%                                                                                    | 20%                                                                                   |                                                                                       |                                                                                       |     |     |    |    |  |  |     |
| 14 de julho de 1992    | Não Apresenta | 44%                                                                                   | 26%                                                                                   | Datafolha                                                                             | [ 4 ]                                                                                 | 4%                                                                                    | 2%                                                                                    | 15%                                                                                   | 5%                                                                                    | 18%                                                                                   |     |     |    |    |  |  |     |
| 13 de agosto de 1992   | Não Apresenta | 48%                                                                                   | 21%                                                                                   | Datafolha                                                                             | [ 4 ]                                                                                 | 5%                                                                                    | 2%                                                                                    | 15%                                                                                   | 6%                                                                                    | 27%                                                                                   |     |     |    |    |  |  |     |
| 25 de agosto de 1992   | Não Apresenta | 46%                                                                                   | 22%                                                                                   | Datafolha                                                                             | [ 4 ]                                                                                 | 8%                                                                                    | 4%                                                                                    | 13%                                                                                   | 6%                                                                                    | 24%                                                                                   |     |     |    |    |  |  |     |
| 16 de setembro de 1992 | Não Apresenta | 38%                                                                                   | 24%                                                                                   | Datafolha                                                                             | [ 4 ]                                                                                 | 13%                                                                                   | 5%                                                                                    | 14%                                                                                   | 5%                                                                                    | 14%                                                                                   |     |     |    |    |  |  |     |
| 23 de setembro de 1992 | Não Apresenta | 41%                                                                                   | 22%                                                                                   | Datafolha                                                                             | [ 4 ]                                                                                 | 12%                                                                                   | 4%                                                                                    | 11%                                                                                   | 9%                                                                                    | 19%                                                                                   |     |     |    |    |  |  |     |
| 28 de setembro de 1992 | Não Apresenta | 42%                                                                                   | 22%                                                                                   | Datafolha                                                                             | [ 4 ]                                                                                 | 13%                                                                                   | 4%                                                                                    | 8%                                                                                    | 7%                                                                                    | 20%                                                                                   |     |     |    |    |  |  |     |
| 30 de setembro de 1992 | Não Apresenta | 36%                                                                                   | 25%                                                                                   | Datafolha                                                                             | [ 4 ]                                                                                 | 16%                                                                                   | 6%                                                                                    | 10%                                                                                   | 5%                                                                                    | 11%                                                                                   |     |     |    |    |  |  |     |
| 2 de outubro de 1992   | Não Apresenta | 41%                                                                                   | 23%                                                                                   | Datafolha                                                                             | [ 4 ]                                                                                 | 14%                                                                                   | 4%                                                                                    | 8%                                                                                    | 8%                                                                                    | 18%                                                                                   |     |     |    |    |  |  |     |

### 2.º Turno
| Instituto              | Ref.          | Fonte: Em quem você pretende votar para prefeito de São Paulo nas eleições de amanhã? | Fonte: Em quem você pretende votar para prefeito de São Paulo nas eleições de amanhã? | Fonte: Em quem você pretende votar para prefeito de São Paulo nas eleições de amanhã? | Fonte: Em quem você pretende votar para prefeito de São Paulo nas eleições de amanhã? | Fonte: Em quem você pretende votar para prefeito de São Paulo nas eleições de amanhã? | Fonte: Em quem você pretende votar para prefeito de São Paulo nas eleições de amanhã? | Fonte: Em quem você pretende votar para prefeito de São Paulo nas eleições de amanhã? |                      |               |     |     |    |    |    |
| Instituto              | Ref.          | Data(s) conduzidas                                                                    | Amostragem                                                                            | Maluf (PDS)                                                                           | Suplicy (PT)                                                                          | Abst.                                                                                 | Não Sabe                                                                              | Vantagem                                                                              |                      |               |     |     |    |    |    |
| ---------------------- | ------------- | ------------------------------------------------------------------------------------- | ------------------------------------------------------------------------------------- | ------------------------------------------------------------------------------------- | ------------------------------------------------------------------------------------- | ------------------------------------------------------------------------------------- | ------------------------------------------------------------------------------------- | ------------------------------------------------------------------------------------- | -------------------- | ------------- | --- | --- | -- | -- | -- |
| Instituto              | Ref.          | Data(s) conduzidas                                                                    | Amostragem                                                                            | Datafolha                                                                             | [ 5 ]                                                                                 | Abst.                                                                                 | Não Sabe                                                                              | Vantagem                                                                              | 6 de outubro de 1992 | Não Apresenta | 48% | 41% | 7% | 5% | 7% |
| 15 de outubro de 1992  | Não Apresenta | 50%                                                                                   | 38%                                                                                   | Datafolha                                                                             | [ 5 ]                                                                                 | 8%                                                                                    | 5%                                                                                    | 12%                                                                                   |                      |               |     |     |    |    |    |
| 21 de outubro de 1992  | Não Apresenta | 51%                                                                                   | 39%                                                                                   | Datafolha                                                                             | [ 5 ]                                                                                 | 6%                                                                                    | 4%                                                                                    | 12%                                                                                   |                      |               |     |     |    |    |    |
| 29 de outubro de 1992  | Não Apresenta | 52%                                                                                   | 37%                                                                                   | Datafolha                                                                             | [ 5 ]                                                                                 | 7%                                                                                    | 3%                                                                                    | 15%                                                                                   |                      |               |     |     |    |    |    |
| 4 de novembro de 1992  | Não Apresenta | 54%                                                                                   | 36%                                                                                   | Datafolha                                                                             | [ 5 ]                                                                                 | 7%                                                                                    | 3%                                                                                    | 18%                                                                                   |                      |               |     |     |    |    |    |
| 9 de novembro de 1992  | Não Apresenta | 52%                                                                                   | 40%                                                                                   | Datafolha                                                                             | [ 5 ]                                                                                 | 5%                                                                                    | 3%                                                                                    | 12%                                                                                   |                      |               |     |     |    |    |    |
| 11 de novembro de 1992 | Não Apresenta | 55%                                                                                   | 36%                                                                                   | Datafolha                                                                             | [ 5 ]                                                                                 | 7%                                                                                    | 2%                                                                                    | 19%                                                                                   |                      |               |     |     |    |    |    |
| 13 de novembro de 1992 | Não Apresenta | 52%                                                                                   | 37%                                                                                   | Datafolha                                                                             | [ 5 ]                                                                                 | 8%                                                                                    | 3%                                                                                    | 15%                                                                                   |                      |               |     |     |    |    |    |

## Resultados

### Prefeito
| Candidato (a)                 | Vice                        | 1.º turno 3 de outubro de 1992 | 1.º turno 3 de outubro de 1992 | 2.º turno 15 de novembro de 1992 | 2.º turno 15 de novembro de 1992 |
| Candidato (a)                 | Vice                        | Votação                        | Votação                        | Votação                          | Votação                          |
| Candidato (a)                 | Vice                        | Total                          | %                              | Total                            | %                                |
| ----------------------------- | --------------------------- | ------------------------------ | ------------------------------ | -------------------------------- | -------------------------------- |
| Paulo Maluf (PDS)             | Sólon Borges dos Reis (PTB) | 2.036.776                      | 48,85%                         | 2.805.201                        | 58,08%                           |
| Eduardo Suplicy (PT)          | Gumercindo Milhomem (PT)    | 1.279.231                      | 30,68%                         | 2.024.957                        | 41,92%                           |
| Aloysio Nunes Ferreira (PMDB) | Airton Soares (PDT)         | 537.930                        | 12,90%                         | Não Participaram                 | Não Participaram                 |
| Fabio Feldmann (PSDB)         | Walter Feldman (PSDB)       | 243.097                        | 5,83%                          | Não Participaram                 | Não Participaram                 |
| José Maria Eymael (PDC)       | José de Oliveira (PDC)      | 27.627                         | 0,66%                          | Não Participaram                 | Não Participaram                 |
| Valmor Bolan (PRN)            | Sérgio Bueno (PSC)          | 16.245                         | 0,39%                          | Não Participaram                 | Não Participaram                 |
| Marcilio Duarte (PST)         | José Fernando Rocha (PTC)   | 12.680                         | 0,30%                          | Não Participaram                 | Não Participaram                 |
| Antônio Carlos Belini (PCDN)  | Celso Skrabe (PCDN)         | 8.859                          | 0,21%                          | Não Participaram                 | Não Participaram                 |
| José Vieira (PMR)             | José Santiago (PMR)         | 7.035                          | 0,17%                          | Não Participaram                 | Não Participaram                 |
| Arnaldo Faria de Sá (PFL)     | indeferido                  | 0                              | 0                              | Não Participaram                 | Não Participaram                 |
| Silvio Santos (PFL)           | indeferido                  | 0                              | 0                              | Não Participaram                 | Não Participaram                 |
| Total de votos válidos        | Total de votos válidos      | 4.169.480                      | 76,29%                         | 4.830.158                        | 78,55%                           |
| → Votos em branco             | → Votos em branco           | 686.126                        | 12,55%                         | 40.672                           | 0,76%                            |
| → Votos nulos                 | → Votos nulos               | 609.769                        | 7,35%                          | 504.064                          | 9,38%                            |
| Total                         | Total                       | 5.465.375                      | 88,88%                         | 5.374.894                        | 87,41%                           |
| Abstenções                    | Abstenções                  | 683 878                        | 11,42%                         | 774.359                          | 12,59%                           |
| Total de inscritos            | Total de inscritos          | 6.149.253                      | 100,00%                        | 6.149.253                        | 100,00%                          |

## Câmara de vereadores
Para o quadriênio 1992-1996, foram eleitos 55 vereadores.
| Vereadores eleitos em São Paulo - 1992 | Vereadores eleitos em São Paulo - 1992 | Vereadores eleitos em São Paulo - 1992 | Vereadores eleitos em São Paulo - 1992 | Vereadores eleitos em São Paulo - 1992 |
| Candidato (a)                          | Partido                                | Coligação                              | Votação                                | Votação                                |
| Candidato (a)                          | Partido                                | Coligação                              | Votos                                  | %                                      |
| -------------------------------------- | -------------------------------------- | -------------------------------------- | -------------------------------------- | -------------------------------------- |
| Nello Rodolpho Giongo Filho            | PMDB                                   | São Paulo Melhor                       | 40.167                                 | 0,73%                                  |
| Gilberto Nascimento                    | PMDB                                   | São Paulo Melhor                       | 38.697                                 | 0,71%                                  |
| Miguel Colasuonno                      | PDS                                    | Boa Sorte São Paulo                    | 33.042                                 | 0,60%                                  |
| Paulo Kobayashi                        | PSDB                                   | Tudo por São Paulo                     | 32.090                                 | 0,59%                                  |
| Marcos Cintra                          | PDS                                    | Boa Sorte São Paulo                    | 31.023                                 | 0,57%                                  |
| Antônio Carlos Caruso                  | PMDB                                   | São Paulo Melhor                       | 24.915                                 | 0,46%                                  |
| Ushitaro Kamia                         | PSB                                    | Partidos do Povo                       | 24.717                                 | 0,45%                                  |
| Arnaldo Madeira                        | PSDB                                   | Tudo por São Paulo                     | 23.601                                 | 0,43%                                  |
| Zulaiê Cobra                           | PSDB                                   | Tudo por São Paulo                     | 22.620                                 | 0,41%                                  |
| Adriano Diogo                          | PT                                     | Partidos do Povo                       | 22.383                                 | 0,41%                                  |
| Francisco Whitaker                     | PT                                     | Partidos do Povo                       | 22.008                                 | 0,40%                                  |
| Wadih Mutran                           | PDS                                    | Boa Sorte São Paulo                    | 21.370                                 | 0,39%                                  |
| Tripoli                                | PV                                     | Tudo por São Paulo                     | 19.705                                 | 0,36%                                  |
| Lídia Correa da Silva                  | PMDB                                   | São Paulo Melhor                       | 19.561                                 | 0,36%                                  |
| Walter Abrahão                         | PDS                                    | Boa Sorte São Paulo                    | 19.272                                 | 0,35%                                  |
| Guilherme Gianetti                     | PMDB                                   | São Paulo Melhor                       | 19.103                                 | 0,35%                                  |
| Arselino Roque Tatto                   | PT                                     | Partidos do Povo                       | 18.343                                 | 0,34%                                  |
| José Viviani Ferraz                    | PL                                     | Boa Sorte São Paulo                    | 18.310                                 | 0,34%                                  |
| Osvaldo Sanches Fernandes              | PDS                                    | Boa Sorte São Paulo                    | 18.111                                 | 0,33%                                  |
| Emilio Meneghini                       | PTB                                    | Boa Sorte São Paulo                    | 16.848                                 | 0,31%                                  |
| Devanir Ribeiro                        | PT                                     | Partidos do Povo                       | 16.687                                 | 0,31%                                  |
| Antônio Sampaio Teixeira               | PDS                                    | Boa Sorte São Paulo                    | 16.317                                 | 0,30%                                  |
| Brasil Vita                            | PTB                                    | Boa Sorte São Paulo                    | 15.263                                 | 0,28%                                  |
| Bruno Feder Neto                       | PDS                                    | Boa Sorte São Paulo                    | 15.165                                 | 0,28%                                  |
| Mário Poerner Dias Fernandes           | PDS                                    | Boa Sorte São Paulo                    | 14.920                                 | 0,27%                                  |
| Marcos Mendonça                        | PSDB                                   | Tudo por São Paulo                     | 14.582                                 | 0,27%                                  |
| Eder Jofre                             | PSDB                                   | Tudo por São Paulo                     | 14.565                                 | 0,27%                                  |
| Edivaldo Alves Estima                  | PTB                                    | Boa Sorte São Paulo                    | 14.464                                 | 0,26%                                  |
| Manoel Sala                            | PDS                                    | Boa Sorte São Paulo                    | 14.366                                 | 0,26%                                  |
| Jooji Hato                             | PMDB                                   | São Paulo Melhor                       | 14.178                                 | 0,26%                                  |
| Anna Maria Martins Soares              | PCdoB                                  | Partidos do Povo                       | 13.879                                 | 0,25%                                  |
| Ítalo Cardoso Araújo                   | PT                                     | Partidos do Povo                       | 13.788                                 | 0,25%                                  |
| Almir Guimarães                        | PTB                                    | Boa Sorte São Paulo                    | 13.707                                 | 0,25%                                  |
| Antônio de Paiva Monteiro Filho        | PL                                     | Boa Sorte São Paulo                    | 13.685                                 | 0,25%                                  |
| Murillo Antunes Alves                  | PMDB                                   | São Paulo Melhor                       | 13.609                                 | 0,25%                                  |
| José Mentor                            | PT                                     | Partidos do Povo                       | 13.530                                 | 0,25%                                  |
| Gilberto Kassab                        | PL                                     | Boa Sorte São Paulo                    | 13.411                                 | 0,25%                                  |
| José Ferreira do Nascimento            | PMDB                                   | São Paulo Melhor                       | 13.063                                 | 0,24%                                  |
| Dalmo Pessoa                           | PMDB                                   | São Paulo Melhor                       | 13.054                                 | 0,24%                                  |
| Alberto Cavo                           | PSB                                    | Partidos do Povo                       | 12.640                                 | 0,23%                                  |
| Avanir Galhardo                        | PMDB                                   | São Paulo Melhor                       | 12.617                                 | 0,23%                                  |
| Henrique Sampaio Pacheco               | PT                                     | Partidos do Povo                       | 12.549                                 | 0,23%                                  |
| Hanna Gharib                           | PDS                                    | Boa Sorte São Paulo                    | 12.207                                 | 0,22%                                  |
| Darcio Arruda                          | PMDB                                   | São Paulo Melhor                       | 12.165                                 | 0,22%                                  |
| Osvaldo Giannotti                      | PDS                                    | Boa Sorte São Paulo                    | 11.975                                 | 0,22%                                  |
| Tereza Cristina de Souza               | PT                                     | Partidos do Povo                       | 11.911                                 | 0,22%                                  |
| Eustáquio Vital Nolasco                | PCdoB                                  | Partidos do Povo                       | 11.504                                 | 0,21%                                  |
| José Cosme Lopes Lima                  | PDS                                    | Boa Sorte São Paulo                    | 11.469                                 | 0,21%                                  |
| Alex Freua Netto                       | PDS                                    | Boa Sorte São Paulo                    | 10.944                                 | 0,20%                                  |
| Aurélio Nomura                         | PL                                     | Boa Sorte São Paulo                    | 10.925                                 | 0,20%                                  |
| Paulo Roberto Faria Lima               | PMDB                                   | São Paulo Melhor                       | 10.731                                 | 0,20%                                  |
| Maurício Faria Pinto                   | PT                                     | Partidos do Povo                       | 10.535                                 | 0,19%                                  |
| Aldaíza Sposati                        | PT                                     | Partidos do Povo                       | 10.522                                 | 0,19%                                  |
| Archibaldo Zancra                      | PDS                                    | Boa Sorte São Paulo                    | 10.485                                 | 0,19%                                  |
| Odilon Guedes Pinto Júnior             | PT                                     | Partidos do Povo                       | 9.833                                  | 0,18%                                  |
| Votos válidos                          | Votos válidos                          | Eleitos                                | 941.131                                | 24,03%                                 |
| Votos válidos                          | Votos válidos                          | Não Eleitos                            | 2.975.488                              | 75,97%                                 |
| Votos válidos                          | Votos válidos                          | Total                                  | 3.916.619                              | 71,66%                                 |
| Votos Apurados                         |                                        |                                        |                                        |                                        |
| Votos válidos                          | Votos válidos                          | Votos válidos                          | 3.916.619                              | 71,66%                                 |
| Votos em branco                        | Votos em branco                        | Votos em branco                        | 778.470                                | 14,24%                                 |
| Votos nulos                            | Votos nulos                            | Votos nulos                            | 770.286                                | 14,09%                                 |
| Total de votos apurados                | Total de votos apurados                | Total de votos apurados                | 5.465.375                              | 88,88%                                 |
| Eleitores                              |                                        |                                        |                                        |                                        |
| Comparecimento                         | Comparecimento                         | Comparecimento                         | 5.465.375                              | 88,88%                                 |
| Abstenções                             | Abstenções                             | Abstenções                             | 683.878                                | 11,12%                                 |
| Total de eleitores                     | Total de eleitores                     | Total de eleitores                     | 6.149.253                              | 100,00%                                |

| Bancadas | Coligação           | Assentos | Vereador Mais Votado      | Campo    |
| -------- | ------------------- | -------- | ------------------------- | -------- |
| PDS      | Boa Sorte São Paulo | 14       | Miguel Colasuonno         | Governo  |
| PMDB     | São Paulo Melhor    | 12       | Nello Rodolpho            | Oposição |
| PT       | Partidos do Povo    | 11       | Adriano Diogo             | Oposição |
| PSDB     | Tudo por São Paulo  | 5        | Paulo Kobayashi           | Oposição |
| PTB      | Boa Sorte São Paulo | 4        | Emilio Meneghini          | Governo  |
| PL       | Boa Sorte São Paulo | 4        | José Viviani Ferraz       | Governo  |
| PSB      | Partidos do Povo    | 2        | Ushitaro Kamia            | Oposição |
| PCdoB    | Partidos do Povo    | 2        | Anna Maria Martins Soares | Oposição |
| PV       | Tudo por São Paulo  | 1        | Tripoli                   | Oposição |